# Ford Excursion
 (mai 2022).
La Ford Excursion est un SUV full-size (catégorie 2) qui a été produit par Ford. C'est le SUV le plus long et le plus lourd jamais produit en série, l'Excursion était commercialisé en tant que concurrent direct du Chevrolet Suburban/GMC Yukon XL 2500-Series (de ¾ de tonne),. Introduit le 30 septembre 1999 pour l'année modèle 2000, une seule génération a été produite jusqu'à l'année modèle 2005 (une courte année modèle 2006 a été commercialisée pour le Mexique).
Dérivé du pick-up Ford Super Duty F-250, le Ford Excursion était presque exclusivement vendu au Canada et aux États-Unis; un nombre limité était vendu pour l'exportation. Après l'arrêt de l'Excursion, Ford a introduit le Ford Expedition EL/MAX de longue durée; tout en égalant le Chevrolet Suburban en termes de taille, les points communs de châssis de l'Expedition EL/MAX provenaient maintenant du F-150 et non plus du Super Duty.
Tout au long de sa production, le Ford Excursion a été assemblé à l'usine de pick-ups du Kentucky à Louisville aux côtés des pick-ups Super Duty de Ford; le dernier exemplaire a été produit le 30 septembre 2005.

## Origine
Pour l'année modèle 1973, General Motors a présenté son premier Suburban quatre portes (vendu par Chevrolet et GMC). Bien plus grand que le Jeep Wagoneer, l'ajout d'une quatrième porte passager a permis au Suburban de directement rivaliser avec le SUV International Harvester Travelall pour la première fois. Après l'arrêt du Travelall en 1975, le Suburban est devenu le plus gros SUV full-size produit en tant que voiture familiale quatre portes (une distinction qu'il conservera pendant les 25 prochaines années).
En 1978, Ford a introduit le Ford Bronco de deuxième génération, faisant passer la gamme de modèles du segment des SUV compact au segment des SUV full-size. En concurrence direct avec les Chevrolet K5 Blazer/GMC Jimmy et Dodge Ramcharger, le Bronco a adopté le châssis et le groupe motopropulseur du pick-up F-100, en ligne avec ses homologues de GM et Chrysler. Alors que le pick-up C/K à cabine multiplace de General Motors constituait la base du SUV Suburban quatre portes, Ford produisait le Bronco strictement en tant que SUV trois portes avec un toit rigide amovible (poursuivant le design le plus populaire de son prédécesseur ). Au cours des années 1980 et au début des années 1990, Ford commercialiserait des Bronco quatre portes construits sous forme de conversions sous licence (couplage d'une carrosserie de Bronco avec des cabines multiplaces de F-Series),.
En 1991, Ford produirait son premier SUV quatre portes, le Bronco II compact étant remplacé par le Ford Explorer cinq portes; les deux gammes de modèles sont dérivées du pick-up compact Ranger.
En 1997, le Ford Expedition a été présenté comme successeur du Bronco. Coïncidant avec l'évolution des demandes dans ce segment, l'Expedition était uniquement proposé en tant que SUV cinq portes. Tout en modifiant sa configuration de carrosserie, l'Expedition a conservé les points communs du châssis de F-Series avec son prédécesseur Bronco. Dimensionné entre le Chevrolet Tahoe et le Suburban, l'Expedition était équipé de sièges à trois rangées (offerts dans le Suburban).
En 1999, Ford a élargi la gamme de modèles du F-Series, les F-250 et F-350 devenant la gamme Super Duty. Destinés à une utilisation professionnelle et au remorquage, les pick-ups F-Series Super Duty ont reçu un châssis et une suspension plus robustes ainsi qu'une conception de carrosserie distincte. Pour concurrencer le Suburban 2500-Series, Ford a commencé le développement d'un SUV robuste dérivé du pick-up F-250 Super Duty.

## Aperçu de la conception

### Châssis
Le Ford Excursion a été produit en partageant l'architecture de plate-forme du pick-up F-250 Super Duty. Partageant une grande partie de ses composants de châssis et de ses dimensions avec le F-250 Super Cab avec benne de 8'. L'Excursion partage une largeur, un empattement et une largeur de voie avant/arrière communs avec son homologue F-250. D'autres ensembles partagés incluent la suspension avant et la majeure partie de la suspension arrière (les ressorts à lames et le support du ressort de la suspension avant étaient spécifiques à l'Excursion), ainsi que le boîtier de direction. L'endroit où la barre stabilisatrice avant se monte au cadre, derrière, est spécifique à l'Excursion. Et à partir de ce point, le cadre est un peu plus haut et beaucoup plus large que celui de son cousin le F-250. L'essieu arrière des Excursion était un essieu Sterling 10,5. Les modèles à quatre roues motrices étaient équipés d'une boîte de transfert NV273 et d'un essieu avant Dana 50. Des rapports de démultiplication de 3:73 et 4:30 étaient proposés.
Au cours du développement du châssis, Ford a appris que sa conception initiale faisait que des véhicules plus petits (comme une Ford Taurus) étaient gravement outrepassés lors d'une collision frontale. Lors de l'essai, le pneu de l'Excursion a roulé jusqu'au pare-brise de la Taurus (réduisant les chances de survie de son conducteur). En réponse, Ford a modifié le châssis pour inclure une «poutre de blocage» sous le pare-chocs; l'appareil a été initialement testé par le ministère français des transports en 1971. Pour l'arrière du châssis, Ford a choisi d'inclure un attelage de remorque en tant qu'équipement de production standard pour réduire l'encastrement par des véhicules plus petits en cas de collisions arrière.

#### Groupe motopropulseur
Pendant toute sa production, l'Excursion a été proposé avec des moteurs essence et diesel. Le moteur standard était un V8 Triton de 5,4 L avec un V10 de 6,8 L proposé en option. À son lancement, le moteur diesel en option était le V8 Powerstroke de 7,3 L produit par Navistar; un V8 de 6,0 L a été introduit en 2003, conservant le nom Powerstroke.
Les quatre moteurs étaient associés à une transmission automatique. La boîte automatique 4R100 à 4 vitesses était montée sur les moteurs de 5,4 L, 6,8 L et 7,3 L, avec une boîte automatique 5R110W à 5 vitesses montée sur le moteur de 6,0 L.
Bien qu'utilisant le châssis de ¾ de tonne du F-250, l'Excursion a été évalué avec un poids nominal brut du véhicule de 8 900 livres (4 000 kg) lorsqu'il est équipé de moteurs essence et de 9 200 livres (4 200 kg) avec les moteurs diesel. Comme son poids nominal brut du véhicule était supérieur à 8 500 livres (3 900 kg), l'Excursion était exemptée des cotes d'économie de carburant de l'EPA; les critiques ont cité une économie de carburant de l'ordre de 12 à 15 miles par gallons US avec le moteur essence V10. Alors que son poids nominal brut l'exemptait des normes d'émissions appliquées aux véhicules légers, Ford a conçu les groupes motopropulseurs de l'Excursion pour répondre au statut de véhicule à faibles émissions (VFE).
| Moteur                          | Configuration                                         | Carburant | Production  | Puissance de sortie    | Couple de sortie | Transmission                                      |
| ------------------------------- | ----------------------------------------------------- | --------- | ----------- | ---------------------- | ---------------- | ------------------------------------------------- |
| V8 Triton de Ford               | V8 SOHC à 2 soupapes de 5,4 L (330 pouces cubes)      | Essence   | 2000–2005   | 255ch (190 kW; 259 PS) | 475 N⋅m          | Automatique 4R100 de Ford à 4 vitesses            |
| V10 Triton de Ford              | V10 SOHC à 2 soupapes de 6,8 L (413 pouces cubes)     | Essence   | 2000–2005   | 310ch (231 kW; 314 PS) | 576 N⋅m          | Automatique 4R100 de Ford à 4 vitesses            |
| V8 PowerStroke de Ford/Navistar | V8 OHV turbo de 7,3 L (444 pouces cubes)              | Diesel    | 2000–2003.5 | 250ch (186 kW; 253 PS) | 712 N⋅m          | Automatique 4R100 de Ford à 4 vitesses            |
| V8 PowerStroke de Ford/Navistar | V8 OHV turbo à 4 soupapes de 6,0 L (365 pouces cubes) | Diesel    | 2003.5-2005 | 325ch (242 kW; 330 PS) | 759 N⋅m          | Automatique TorqShift 5R110W de Ford à 5 vitesses |

### Conception de la carrosserie
Alors que le Ford Expedition partageait les influences de conception du populaire Ford Explorer, l'Excursion a adopté un degré élevé de similitude avec son homologue le F-250 Super Duty. À l'exception de sa calandre de style caisse à œuf (de style similaire à celle des Ford Expedition et Explorer de troisième génération), la carrosserie avant et les deux portes avant sont entièrement partagées avec les pick-ups Super Duty, les portes arrière sont très similaires à celles des portes du Super Duty Crew Cab, mais elles ont comme une courbe sur le bord latéral arrière, étant ainsi spécifique à l'Excursion. De style similaire au Bronco (avec vitres encastrées), l'Excursion est équipé d'une banquette de troisième rangée et d'un espace de chargement arrière derrière la porte de la deuxième rangée; selon la configuration, le véhicule pouvait accueillir jusqu'à neuf passagers. Au lieu d'un hayon conventionnel, la porte de chargement était configurée comme une conception à 3 ouvertures, associant un hayon supérieur à deux portes inférieures de style néerlandais (similaires au Chevrolet Astro de 1992-2005); les feux arrière provenaient de la fourgonnette E-Series.
Au cours de sa production, l'Excursion a connu peu de changements majeurs à l'intérieur ou à l'extérieur. En 2002, le tableau de bord a été mis à jour, recevant un odomètre numérique. En 2005, la calandre de style caisse à œuf a été remplacée par la calandre à trois barres utilisée sur les pick-ups Super Duty.
Coïncidant avec sa conception commune avec le Ford Super Duty à cabine multiplace, l'Excursion est l'un des seuls SUV jamais produits en série avec quatre grandes portes pour passagers (avec l'Expedition MAX et le Lincoln Navigator L, le Chevrolet Suburban et ses homologues de GMC et Cadillac, et l'International Travelall).

### Finition
L'Excursion a adopté la nomenclature de finition adoptée pour les SUV légers de Ford Amérique du Nord. La finition de base était XL (presque exclusivement commercialisée pour les ventes aux flottes), XLT (finition standard pour les marchés de détail) et Limited (finition la plus haut de gamme). À la suite de son utilisation dans de nombreux SUV légers de Ford, la finition Eddie Bauer a été introduite pour l'Excursion en 2003 (principalement différent du Limited de par son apparence).
- XLT inclus : Trois rangées de sièges, volant gainé de cuir avec commande de vitesse, un système de sécurité, entrée sans clé, jantes en acier chromé de 16 po (41 cm) ou jantes en alliage en option, remorquage et une radio AM/FM avec lecteur cassettes et monodisque avec six haut-parleurs haut de gamme et la climatisation.
- Limited Inclus les mêmes fonctionnalités que XLT, mais ajoute : un siège conducteur à réglage électrique, commandes audio à l'arrière, marchepieds lumineux, jantes en alliage de 16 pouces (41 cm), essuie-glaces avant sensibles à la vitesse, cinq points d'alimentation, dix porte-gobelets, sièges avant chauffants, sièges en cuir et un système de divertissement avec lecteur DVD à l'arrière en option.

## Histoire
Lancé le 30 septembre 1999, le Ford Excursion de 2000 a été décrit par Popular Science comme étant le «plus grand utilitaire sportif de la planète»,. 2000 serait l'année modèle la plus réussie pour l'Excursion, avec près de 69 000 exemplaires vendus. Après avoir largement atteint les prévisions de ventes lors de son lancement, la demande pour la gamme de modèles a été affectée par la crise énergétique des années 2000. Bien que capable de produire 70 000 exemplaires par an, à partir de 2001, les ventes ont eu du mal à atteindre la moitié de cette capacité, devenant le SUV le moins vendu vendu par Ford ou Lincoln-Mercury.
La grande taille de l'Excursion lui a valu d'être surnommé le Ford Valdez par le Sierra Club en 1999 (en référence au superpétrolier Exxon Valdez). En 2007, le magazine TIME l'a sélectionnée comme l'une des cinquante pires voitures de tous les temps.

## Variantes

### F-250 Tropivan
De 1998 à 2012, une conversion du Ford F-250 en SUV par le marché secondaire était vendue au Brésil. De conception et d'agencement similaires à l'Excursion, le F-250 Tropivan se distinguait principalement par le fait qu'il s'agissait d'une conversion par le marché secondaire (similaire au Centurion Classic). Contrairement à l'Excursion, deux empattements différents ont été produits pour le modèle.
Comme pour tous les pick-ups Super Duty du Brésil, le Tropivan avait une offre de moteurs différente tout au long de sa production qui comprenait un moteur essence V6 Essex de 4,2 L et deux diesels : un Cummins B-Series de 3,9 L et le six cylindres en ligne MWM Sprint 6.07TCA de 4,2 L.

### Marché secondaire
Pendant et depuis sa production, l'Excursion est devenu la base de plusieurs types de véhicules du marché secondaire. En raison de sa similitude de carrosserie avec la gamme de modèles Super Duty, la carrosserie de l'Excursion a conduit à des conversions, par le marché secondaire, du châssis des pick-ups Ford à poids moyen (Ford F-650 et F-750) en SUV; pour s'adapter à l'empattement plus long, la carrosserie est généralement équipée d'un jeu de portes supplémentaire. À l'autre extrémité de l'échelle des tailles, le SUV Hennessey VelociRaptor a été créé en associant la carrosserie arrière de l'Excursion à la carrosserie du Ford Raptor de première génération (une pratique similaire à la création du Centurion Classic C350 des années 1990). D'autres conversions impliquent le montage des carénages avant des pick-ups Super Duty de 2006-2016 sur les Excursion de 2000-2005 (car l'Excursion partage son châssis avec le F-250).
L'Excursion a également servi de base aux limousines allongées; coïncidant avec son châssis plus robuste, de nombreux exemplaires ont été étirés (officiellement) plus loin que la limite de 120 pouces imposée par Ford sur la berline Lincoln Town Car.

## Ventes annuelles aux États-Unis
| Année civile | Ventes américaines totales |
| ------------ | -------------------------- |
| 1999         | 18,315                     |
| 2000         | 50,786                     |
| 2001         | 34,710                     |
| 2002         | 29,042                     |
| 2003         | 26,259                     |
| 2004         | 20,010                     |
| 2005         | 16,283                     |